# Sam Hollis
Samuel Woodroffe „Sam“ Hollis (* 1866; † 17. April 1942 in Nottingham) war ein englischer Fußballtrainer. 
Hollis arbeitete zunächst bei einem Nachlassgericht und später bei der englischen Post. 1894 wurde er Übungsleister bei Woolwich Arsenal, wie der FC Arsenal damals noch hieß. Im April 1897 heuerte Hollis beim neu gegründeten Bristol City an, wo er insgesamt drei Mal Trainer sein sollte. Der erste Aufenthalt endete im März 1899, als er Trainer beim FC Bedminster wurde, die 1900 mit Bristol City fusionierten, so dass Hollis seinen Arbeitsplatz verlor. Ein Jahr später kehrte er jedoch zu Bristol City zurück. Während dieses Aufenthalts beim Verein, dem erfolgreichsten unter Hollis, gelang der Aufstieg aus der Southern Football League in die Football League. 1905 verließ Hollis den Verein um im Januar 1911 wieder zurückzukehren. Allerdings stieg der Verein unter seiner Leitung aus der Division One in die Division Two ab. Im April 1913 beendete Hollis seine Zusammenarbeit zum letzten Mal.
Im Juli 1913 übernahm Hollis den Trainerposten bei Newport County, die in der Southern Football League spielten. Dort blieb er bis 1917, ehe er sich vom Fußball zurückzog.
Neben seinen unterschiedlichen Trainerstationen betrieb Hollis 1899 bis 1909 einen Pub, zwischen 1905 und 1911 zusätzlich ein Hotel.
| Personendaten    | Personendaten             |
| ---------------- | ------------------------- |
| NAME             | Hollis, Sam               |
| ALTERNATIVNAMEN  | Hollis, Samuel Woodroffe  |
| KURZBESCHREIBUNG | englischer Fußballtrainer |
| GEBURTSDATUM     | 1866                      |
| STERBEDATUM      | 17. April 1942            |
| STERBEORT        | Nottingham                |